# 川崎昌平
川崎 昌平（かわさき しょうへい、1981年 - ）は、日本の作家、詩人、アーティスト。出版社勤務の編集者でもある。埼玉県出身。

## 概要
埼玉県立浦和高等学校卒業。2006年に東京藝術大学大学院美術研究科修士課程修了後、ニート、引きこもり、ネットカフェ難民生活を送る。「ネットカフェ難民」と題した著書によって、2007年の新語・流行語大賞トップテンに選ばれる。2011年に編集プロダクションに入社し料理本などの編集を担当した後に、映画関連の出版社に転職する。『重版未定』では漫画家として、出版不況下の弱小出版社のリアルな状況を描いている。京都芸術大学、東京工業大学、昭和女子大学で非常勤講師を務める。剣道二段、柔道二段。

## 著書
- 詩集『明るい』 健友館、2003年
- 『知識無用の芸術鑑賞』 幻冬舎<幻冬舎新書>、2007年
- 『ネットカフェ難民-ドキュメント「最底辺生活」』 幻冬舎<幻冬舎新書>、2007年
- 『若者はなぜ正社員になれないのか』 筑摩書房<ちくま新書>、2008年
- 『自殺しないための99の方法』 一迅社、2015年
- 『小幸福論』 フィルムアート社、2016年
- 『はじめての批評 ──勇気を出して主張するための文章術』 フィルムアート社、2016年
- 『重版未定』河出書房新社 2016年
- 『重版未定2』河出書房新社 2017年
- 『流されるな、流れろ！ ありのまま生きるための「荘子」の言葉』洋泉社、2017年
- 『編プロ☆ガール』株式会社ぶんか社 2018年
- 『無意味のススメ〈意味〉に疲れたら、〈無意味〉で休もう。』春秋社、2019年
- 『大学1年生の君が、はじめてレポートを書くまで。』ミネルヴァ書房、2020年
- 『重版未定3』中央公論新社 2021年